# Анжело Рінальді
Анжело Рінальді (фр. Angelo Rinaldi; 17 червня 1940, Бастія, Верхня Корсика — 7 травня 2025, Париж) — французький письменник і літературознавець.

## Біографія
Рінальді — син П'єра-Франсуа Рінальді та Антуанетти П'єтрі; юність провів на Корсиці та став журналістом. Спочатку працював репортером і кореспондентом газет «Ніцца-Матін» і «Пари-Жур» і незабаром здобув репутацію письменника і гострословного літературознавця. Як критик, він працював у «Лекспрес», «Le Point» та «Le Nouvel Observateur», перш ніж стати літературним редактором Le Figaro, яким він залишався до виходу на пенсію.
Рінальді — корсиканець, і його книги часто містять детальні спостереження за Корсикою та містечком Бастія, де він виріс.
Він отримав премію П'єра де Монако за свою роботу.
21 червня 2001 року обраний на 20 крісло Французької акамемії, змінивши Хосе Кабаніса.